# A Noite dos Mortos-Vivos (1968)
A Noite dos Mortos-Vivos (em inglês:  Night of the Living Dead), dirigido por George Romero, é um filme de terror independente de 1968 em preto-e-branco. Ben (Duane Jones) e Barbra (Judith O'Dea) são os protagonistas de uma história sobre a reanimação misteriosa de indivíduos recentemente mortos, e seus esforços, junto de outras cinco pessoas, para sobreviverem a noite enquanto presos em uma casa de fazenda na região rural da Pensilvânia.
George Romero produziu o filme com um orçamento de 114 000 de dólares, e após uma década de relançamentos cinematográficos, faturou cerca de $ 12 milhões domesticamente e US$ 30 milhões internacionalmente. Em seu lançamento em 1968, Night of the Living Dead foi fortemente criticado por seu conteúdo explícito. Em 1999, a Biblioteca do Congresso dos Estados Unidos o registrou ao seu Registro Nacional de Filmes como um filme considerado "historicamente, culturalmente ou esteticamente importante".
Night of the Living Dead teve um grande impacto sobre a cultura estadunidense da era da Guerra do Vietnã, por ser carregado de críticas à sociedade do final dos anos 1960; um historiador o descreveu como "subversivo em diversos níveis". Apesar de não ser o primeiro filme de zumbi, Night of the Living Dead é o progenitor de um subgênero contemporâneo de filmes de terror chamado "apocalipse zumbi", e influenciou o arquétipo moderno do zumbi na cultura popular. Night of the Living Dead (1968), é o primeiro de cinco filmes Dead dirigidos por George Romero, e foi refeito em duas ocasiões, como Night of the Living Dead (1990), dirigido por Tom Savini, e como Night of the Living Dead 3D (2006).
No Brasil, a edição definitiva do filme em blu-ray foi lançada em 2021 pela Versátil Home Vídeo na loja virtual Versátil HV junto com a refilmagem de 1990 de Tom Savini.

## História
Em 1968, o cineasta George Andrew Romero presenteou os apreciadores do cinema fantástico com aquele que seria um dos maiores clássicos do horror de todos os tempos, influenciando grandes massas, grande parte do cinema fantástico, e até mesmo a indústria cultural. Com um orçamento apertado e utilizando durante o filme pouquíssimos cenários, o filme virou polêmica na época de seu lançamento por suas cenas de violência e pelo final apocalítico, chamado de satanista e "contra os valores religiosos". Antes do lançamento oficial do filme, os realizadores deparavam-se com um grande problema na distribuição do filme. As produtoras puritanas da época só distribuiriam Night of the Flesh Eaters (nome original do projeto) com cortes nas cenas sangrentas e ou um final mais otimista, o que era completamente contra a ideologia dos responsáveis pelo filme.

## Produção

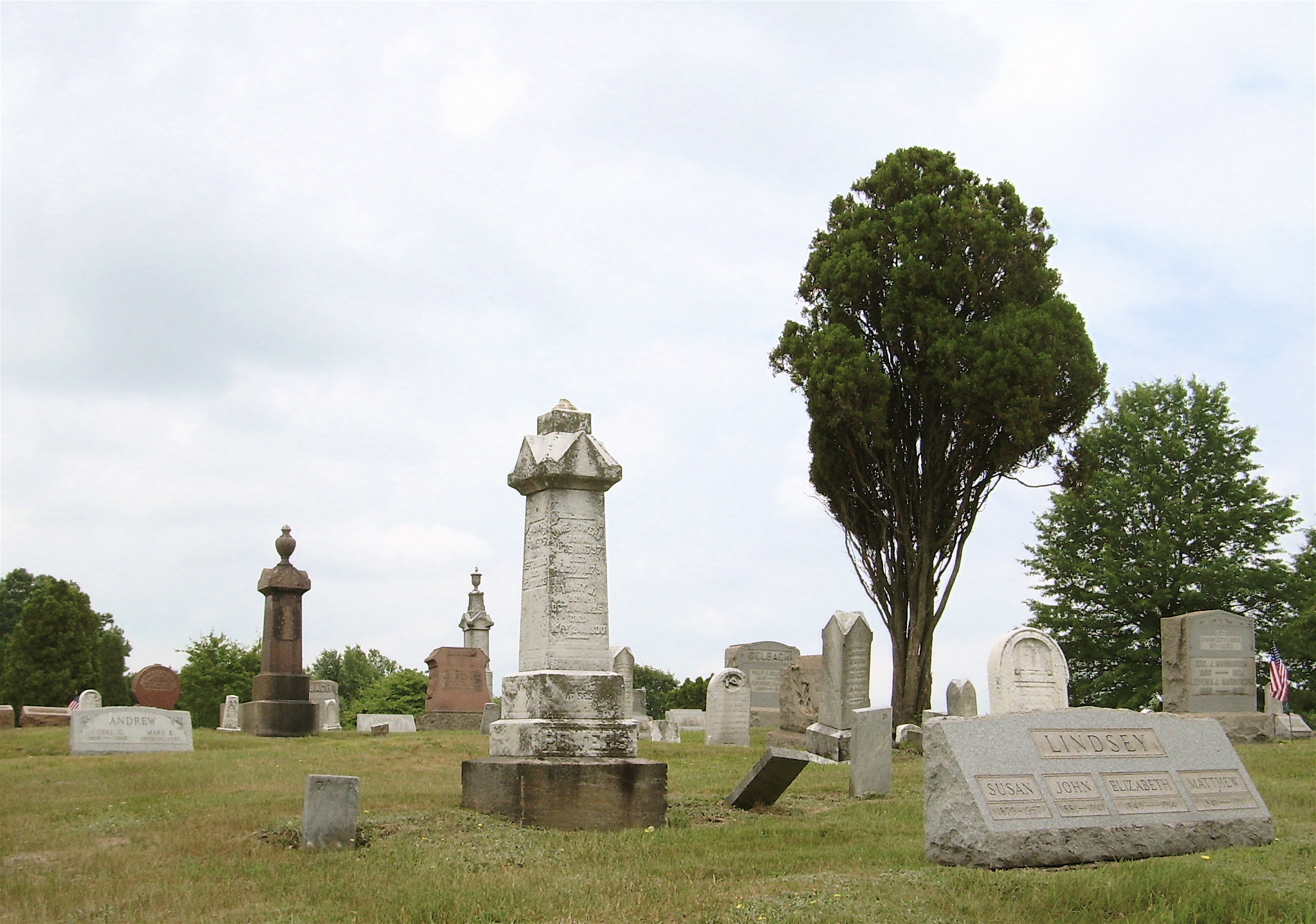
Cemitério de Evans City em 2007.

Enquanto cursava a Universidade Carnegie Mellon em Pittsburgh, George A. Romero embarcou em sua carreira na indústria cinematográfica. Nos anos 1960, dirigiu e produziu comerciais para a televisão, e filmes industriais para The Latent Image, uma empresa que ele havia cofundado com os amigos John Russo e Russell Streiner. Durante esse período, o trio ficou cansado de produzir comerciais e queriam fazer um filme de terror. Segundo Romero, eles queriam capitalizar através da "sede pelo bizarro" da indústria do cinema. Ele e Streiner contataram Karl Hardman e Marilyn Eastman, presidente e vice-preisdente, respectivamente, de uma firma de filmes industriais de Pittsburgh, chamada Hardman Associates, Inc., e apresentaram sua ideia para o até então filme de terror sem título. Convencidos por Romero, uma empresa de produção chamada Image Ten foi formada, incluindo Romero, Russo, Streiner, Hardman e Eastman. Image Ten levantou aproximadamente $ 114 000 para o orçamento.
O baixo orçamento ditou grande parte do processo de produção. De acordo com Hardman: "nós sabíamos que não conseguiríamos levantar dinheiro suficiente para filmarmos um filme em igualdade com os filmes clássicos de terror com os quais nós havíamos crescido. O melhor que podíamos fazer era colocar nosso elenco em um local remoto e então levar o terror para visitá-los naquele local". Cenas foram rodadas perto de Evans City, 30 km ao norte de Pittsburgh, no rural Condado de Butler; a sequência de abertura foi filmada no Cemitério de Evans City, na Franklin Road, ao sul do município. As cenas internas (subindo as escadas) foram rodadas numa casa no centro de Evans City, que mais tarde se tornou os escritórios de um proeminente físico local e médico (Allsop). Essa casa ainda existe na South Washington St. (localmente chamada Mars-Evans City Road), entre as ruas interseccionadas de South Jackson e Van Buren. As cenas externas e no porão foram filmadas em uma locação a nordeste de Evans City, próxima a um parque (essa casa foi desde então demolida).

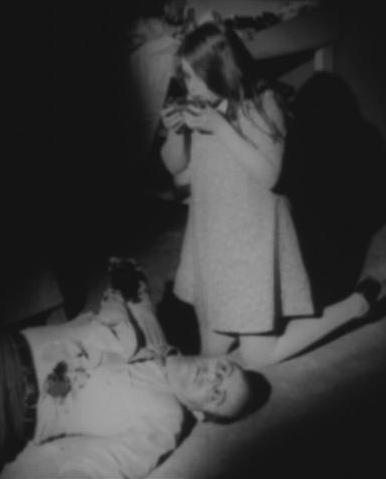
Cena do filme em que é utilizado Bosco Chocolate Syrup em Karl Hardman para um efeito especial sangrento.

Acessórios e efeitos especiais foram simples e limitados ao orçamento. O sangue, por exemplo, era Bosco Chocolate Syrup jogado sobre os corpos dos membros de elenco. Carne consumida era presunto assado. O figurino consistiu de roupas de segunda mão, e cera de coveiro serviu como maquiagem para os zumbis. Marilyn Eastman supervisionou efeitos especiais, figurino e maquiagem. As filmagens aconteceram entre junho e dezembro de 1967, sob o título provisório de Night of Anubis, e mais tarde Night of the Flesh Eaters. O baixo orçamento levou Romero a filmar em filme 35 mm preto-e-branco. No final, o filme completo foi beneficiado por essa decisão; o historiador de filmes Joseph Maddrey descreve a filmagem em preto-e-branco como "estilo de guerrilha", lembrando "a resoluta autoridade do jornal cinematográfico na época de guerra". Maddrey adiciona, "parece muito com um documentário sobre a perda da estabilidade social como um filme de exploração".

## Situação dos direitos autorais
Night of the Living Dead passou para domínio público, uma vez que a distribuidora original do filme, The Walter Reade Organization, negligenciou a adição de uma indicação de direito autoral nas cópias. Em 1968, a Lei dos Direitos Autorais dos Estados Unidos exigiu uma notificação apropriada para um trabalho manter um direito autoral. Image Ten apresentou tal notificação nos frames do título do filme abaixo do título original, Night of the Flesh Eaters. O distribuidor removeu a afirmação quando mudou o título. Segundo George Romero, Walter Reade "nos sacaneou".
Devido ao statu de domínio público, o filme é revendido em por diversos distribuidores. Até 2009, o Internet Movie Database lista 28 cópias de Night of the Living Dead sendo vendidas em DVD, e dezenove em VHS. O filme original está disponível para ser visto ou baixado sem nenhum custo em sites como Internet Archive e YouTube. Até 5 de fevereiro de 2009, foi o segundo filme mais baixado do Internet Archive, com 582.049 downloads.

## Sequências
Night of the Living Dead é o primeiro de cinco filmes Living Dead dirigidos por George Romero. Após o filme de 1968, Romero lançou Dawn of the Dead (1978), Day of the Dead (1985), Land of the Dead (2005) e Diary of the Dead (2008). Cada filme traça a evolução da epidemia dos mortos-vivos nos Estados Unidos e as tentativas desesperadas da humanidade para lidar com isso. Como em Night of the Living Dead, Romero apimentou os outros filmes na série com críticas específicas aos períodos nos quais eles foram lançados.
No mesmo ano que Day of the Dead estreou, o corroteirista de Night of the Living Dead, John Russo, lançou um filme intitulado Return of the Living Dead. O filme de Russo oferece uma continuidade alternativa ao filme original para se opor a Dawn of the Dead, mas agiu mais como uma sátira que sequência. O filme de Russo gerou quatro continuações. A última — Return of the Living Dead: Rave from the Grave — foi lançada em 2005 como um filme para televisão.
Return of the Living Dead incitou uma batalha legal com Romero, que cria que Russo estava promovendo seu filme em direta competição com Day of the Dead como uma sequência ao filme original. No caso Dawn Associates v. Links (1978), Romero acusou Russo de "se apropriar de parte do título do antigo trabalho", plagiar o slogan promocional de Dawn of the Dead ("When there is no room in hell [...] the dead will walk the earth"), e copiar a fotografia do filme original de 1968. A Romero foi concedida uma ordem judicial que forçava Russo a cessar sua campanha promocional. Russo, entanto, recebeu permissão para manter o título.